# 查克·麦金利
查克·麦金利（英語：Chuck McKinley，1941年1月5日—1986年8月11日），美国男子网球运动员。他曾获得温布尔登网球锦标赛男子单打冠军、美国网球公开赛男子双打冠军。他于1986年在达拉斯去世。